# NGC 4522
NGC 4522 (другие обозначения — UGC 7711, MCG 2-32-137, ZWG 70.168, VCC 1516, IRAS12311+0926, PGC 41729) — спиральная галактика с перемычкой (SBc) в созвездии Дева.
Этот объект входит в число перечисленных в оригинальной редакции «Нового общего каталога».